# NGC 3750
NGC 3750 је елиптична галаксија у сазвежђу Лав која се налази на NGC листи објеката дубоког неба.
Деклинација објекта је + 21° 58' 29" а ректасцензија 11h 37m 51,6s. Привидна величина (магнитуда) објекта NGC 3750 износи 13,9 а фотографска магнитуда 14,9. NGC 3750 је још познат и под ознакама MCG 4-28-8, CGCG 127-9, VV 282, ARP 320, HCG 57C, NPM1G +22.0340, Copeland septet, PGC 36011.